# Grand Prix Formule 1 van Hongarije 1998
De Grand Prix Formule 1 van Hongarije 1998 werd verreden op 16 augustus op de Hungaroring in Mogyoród nabij Boedapest.

## Verslag
Mika Häkkinen verzilverde zijn Pole-position en leidde aanvankelijk de race, voor teamgenoot David Coulthard en Michael Schumacher.
Na de eerste pitstops van de top van het veld bleek Schumacher sneller te zijn, dus met minder brandstof op een drie stops-strategie te zitten.
McLaren probeerde de strategie te kopieren, maar dankzij een aantal snelle rondes van Schumacher wist hij na de tweede serie pitstops de leiding over te nemen  en ging pushen om zijn voorsprong ver genoeg uit te bouwen voor zijn laatste stop.
Ondertussen kreeg Häkkinen problemen met een schokdemper en verloor tempo en hield David Coulthard een aantal ronden op, voordat het team besloot dat Häkkinen Coulthard voorbij moest laten. Ook Villeneuve en Hill gaan even later Häkkinen voorbij.
Hoewel Schumacher even van de baan ging  bouwde hij genoeg voorsprong op om zijn laatste stop te kunnen maken en aan de leiding te blijven.
Häkkinen verloor veel terrein en eindigde op een ronde achterstand als zesde.

## Uitslag
| Pos. | Nr. | Coureur               | Constructeur        | Rondes | Tijd / Oorzaak uitval | Grid | Punten |
| ---- | --- | --------------------- | ------------------- | ------ | --------------------- | ---- | ------ |
| 1    | 3   | Michael Schumacher    | Ferrari             | 77     | 1'45:26.4             | 3    | 10     |
| 2    | 7   | David Coulthard       | McLaren-Mercedes    | 77     | +9.433                | 2    | 6      |
| 3    | 1   | Jacques Villeneuve    | Williams-Mecachrome | 77     | +44.444               | 6    | 4      |
| 4    | 9   | Damon Hill            | Jordan-Mugen-Honda  | 77     | +55.076               | 4    | 3      |
| 5    | 2   | Heinz-Harald Frentzen | Williams-Mecachrome | 77     | +56.51                | 7    | 2      |
| 6    | 8   | Mika Häkkinen         | McLaren-Mercedes    | 76     | +1 Ronde              | 1    | 1      |
| 7    | 14  | Jean Alesi            | Sauber-Petronas     | 76     | +1 Ronde              | 11   |        |
| 8    | 5   | Giancarlo Fisichella  | Benetton-Playlife   | 76     | +1 Ronde              | 8    |        |
| 9    | 10  | Ralf Schumacher       | Jordan-Mugen-Honda  | 76     | +1 Ronde              | 10   |        |
| 10   | 15  | Johnny Herbert        | Sauber-Petronas     | 76     | +1 Ronde              | 15   |        |
| 11   | 16  | Pedro Diniz           | Arrows              | 74     | +3 Rondes             | 12   |        |
| 12   | 11  | Olivier Panis         | Prost-Peugeot       | 74     | +3 Rondes             | 20   |        |
| 13   | 19  | Jos Verstappen        | Stewart-Ford        | 74     | +3 Rondes             | 17   |        |
| 14   | 20  | Toranosuke Takagi     | Tyrrell-Ford        | 74     | +3 Rondes             | 18   |        |
| 15   | 22  | Shinji Nakano         | Minardi-Ford        | 74     | +3 Rondes             | 19   |        |
| DNF  | 6   | Alexander Wurz        | Benetton-Playlife   | 69     | Versnellingsbak       | 9    |        |
| DNF  | 18  | Rubens Barrichello    | Stewart-Ford        | 54     | Versnellingsbak       | 14   |        |
| DNF  | 12  | Jarno Trulli          | Prost-Peugeot       | 28     | Motor                 | 16   |        |
| DNF  | 17  | Mika Salo             | Arrows              | 18     | Versnellingsbak       | 13   |        |
| DNF  | 4   | Eddie Irvine          | Ferrari             | 13     | Versnellingsbak       | 5    |        |
| DNF  | 23  | Esteban Tuero         | Minardi-Ford        | 13     | Motor                 | 21   |        |
| DNQ  | 21  | Ricardo Rosset        | Tyrrell-Ford        |        |                       |      |        |

## Wetenswaardigheden
- Heinz-Harald Frentzen eindigde ondanks een voedselvergiftiging als vijfde. Na de race werd hij naar het ziekenhuis gebracht, waar hij een aantal dagen moest blijven om te herstellen.
- De organisatie kreeg een boete van 1 miljoen dollar, waarvan 750000 dollar voorwaardelijk, doordat het publiek op de baan was gekomen na de race. Omdat dit de volgende twee jaar niet meer gebeurde werd de boete beperkt tot 250000 dollar.

## Statistieken
| Pole-position | Mika Häkkinen      | McLaren-Mercedes | 1:16.973 |
| Snelste ronde | Michael Schumacher | Ferrari          | 1:19.286 |

1936 · 1986 · 1987 · 1988 · 1989 · 1990 · 1991 · 1992 · 1993 · 1994 · 1995 · 1996 · 1997 · 1998 · 1999 · 2000 · 2001 · 2002 · 2003 · 2004 · 2005 · 2006 · 2007 · 2008 · 2009 · 2010 · 2011 · 2012 · 2013 · 2014 · 2015 · 2016 · 2017 · 2018 · 2019 · 2020 · 2021 · 2022 · 2023 · 2024 · 2025 · 2026 · 2027 · 2028 · 2029 · 2030 · 2031 · 2032